# Абд-эль-Кури
Абд-эль-Ку́ри (араб. عبد الكوري‎) — второй по размеру остров в архипелаге Сокотра, в 106 км к западу от него (м. Рос-Анжера — м. Шуаб), омывается Аравийским морем и Индийским океаном. Входит в состав Йемена, административно является частью мухафазы Хадрамаут. Расположен у входа в Аденский залив, вблизи «африканского рога».

## География

Карта архипелага Сокотра

Остров вытянут с запада на восток, крайняя западная точка — м. Кайсат-эн-Навн (Khaysat-an-Nawm), восточная — м. Рос-Анжера (Anjarah). Длина — 36 км, ширина от 2.1 км до 5.8 км, площадь — 133 км², что составляет 3,5% от территории архипелага.
Остров довольно холмистый, особенно в центральной части (достигает высоты 256 метров в «Джебель-Салиха»). Север острова представлен песчаными пляжами с редкими включениями каменных утёсов; южная часть, напротив, значительно изрезана и скалиста. К востоку находятся два небольших острова под общим названием острова Эль-Ихван («Братья») — Самха и Дарса.

## Климат
Климат соответствует климату архипелага, пустынно-тропический, с лёгкими осадками зимой. Для сезона муссонов типичны сильный ветер и высокие волны.

## Флора и фауна
Соответствует флоре и фауне архипелага Сокотра.

## Население
Постоянное население острова весьма немногочисленно, в 2004 году составляло всего около 300 человек (0,7% от населения архипелага), в 2011 — 450 человек, проживающих в трёх поселениях и занимающихся в основном рыболовством. На юге острова, в центральной его части, расположена рыбацкая деревня с якорной стоянкой и самое крупное поселение — Килмия. В 17 км к западу от него расположено второе по численности населения поселение — Киншия. Примерно на таком же расстоянии к востоку от Килмиа расположено третье поселение. Все три поселения связывает дорога, проходящая через весь остров с востока на запад и доходящая до крайней западной точки острова.